# Conner Blöte
Conner Blöte (Nieuwegein, 17 januari 1998) is een Nederlands voetballer die als verdediger voor vv Maarssen speelt.

## Carrière
Conner Blöte speelde in de jeugd van AFC Ajax, en werd in 2015 geselecteerd voor het Nederlands voetbalelftal onder 18. In 2017 vertrok hij naar FC Utrecht, waar hij zijn debuut in het betaald voetbal maakte. Dit was op 25 augustus 2017 voor Jong FC Utrecht, in de met 2-1 verloren uitwedstrijd tegen FC Dordrecht. Hij kwam in de 80e minuut in het veld voor Tim Brinkman. In mei 2018 tekende Blöte een contract voor de Utrechtse club USV Hercules. In 2019 liep Blöte stage bij de Finse club Seinäjoen Jalkapallokerho, maar besloot om van dat avontuur af te zien. Sinds 2022 speelt hij voor vv Maarssen.

### Statistieken
| Seizoen                    | Club            | Land           | Competitie           | Competitie | Competitie | Beker | Beker | Totaal | Totaal |
| Seizoen                    | Club            | Land           | Competitie           | Wed.       | Dlp.       | Wed.  | Dlp.  | Wed.   | Dlp.   |
| -------------------------- | --------------- | -------------- | -------------------- | ---------- | ---------- | ----- | ----- | ------ | ------ |
| 2017/18                    | Jong FC Utrecht | Nederland      | Eerste divisie       | 7          | 0          | –     | –     | 7      | 0      |
| 2018/19                    | USV Hercules    | Nederland      | Derde divisie zondag | 18         | 1          | 2     | 0     | 20     | 1      |
| 2020/21                    | USV Hercules    | Nederland      | Derde divisie zondag | 9          | 0          | 0     | 0     | 9      | 0      |
| Carrièretotaal             | Carrièretotaal  | Carrièretotaal | Carrièretotaal       | 34         | 1          | 2     | 0     | 36     | 1      |
| Bijgewerkt op 25 juni 2020 |                 |                |                      |            |            |       |       |        |        |